# Harmonia
Harmonia (görögül: Ἁρμονία) a görög mitológiában Arész és Aphrodité leánya, Kadmosz felesége. Harmoniát az esküvőn az istenek egy peplosszal és egy Héphaisztosz készítette nyaklánccal ajándékozták meg. A nyaklánc minden későbbi birtokosára bajt hozott, ez okozta Amphiarosz, Alkmaión és mások halálát. Harmonia nyakláncának története a mesemotívumon alapuló mítoszok sorába tartozik: a háborúban vagy becstelen úton szerzett kincsen átok ül.
A szépség, vidámság, a művészetek és az eszményi rend védője, az embereket összekötő szeretet és a polgári összefogás patrónája. (Ellentétpárja Erisz istennő.) Egyes források Aphrodité és Héphaisztosz leányaként említik. Férje Kadmosz, Thébai alapítója és királya, gyermekei Inó, Polüdórosz, Autonoé, Agaué és Szemelé.
Aphrodité leányaként a Múzsákkal, Hórákkal és Khariszokkal együtt az Olümposzon élt. Amikor Thébai kormányzását Pallasz Athéné Kadmosznak adományozta, Zeusz Harmonia kezét adta ráadásul. Lakodalmukon minden isten megjelent és  megajándékozta az ifjú párt. Aphrodité egy palásttal és egy Héphaisztosz által készített díszes arany nyakékkel lepte meg a menyasszonyt. Ez a nyaklánc ellenállhatatlan szépséggel ruházta fel viselőjét, de minden tulajdonosára balszerencsét és romlást hozott. Harmoniát lányai szomorú sorsán keresztül sújtotta: Inó megőrült és fiával együtt a tengerbe ugrott, Autonoé fiát Artemisz szarvassá változtatta, és vadászkutyái – prédának nézve a királyfit – széttépték, Agaué önkívületében saját fiának gyilkosává lett, Szemelé pedig Zeusz égi fényében égett el. Polüdórosz az egyetlen, aki életben maradt: „neve azt jelenti: sokajándékú. Talán a neve mentette meg őt lánytestvérei szörnyű sorsától. … Az egyetlen fiúra maradt a thébai királyi trón, ő lett nemzedékek között a híd, az istenek játszmájának »önajándéka«.”
Később ugyanezzel az ékszerrel vesztegette meg Polüneikész Eriphülét, hogy bírja rá Amphiaraoszt, a férjét   Thébai megtámadására. Ez okozta Eriphülé, Alkmaión, Phégeusz és fiaik halálát. Ezek után a nyakék Delphoibe, Athéné Pronaia templomába került, de itt is éreztette baljós hatását. Innen Phaüllosz, a „Szent Háborúban” (i. e. 352) harcoló phókiszi sereg egyik vezetője vitte el, és barátnőjét ajándékozta meg vele. Kis idővel ezután az asszony fia úgy feldühödött a nyaklánc miatt, hogy anyjára gyújtotta házukat, aki a lángok áldozatává vált. A hír hallatán Phaüllosz megháborodott.
Egyes legendák szerint Harmónia Szamothraké szigetéről származott, szülei Zeusz és Élektra voltak, és testvérbátyja Iaszón rendezte az első misztikus ritusokat a szigeten.
A mitológia úgy tartja, hogy Harmónia nem halt meg, hanem Zeusz, hosszú uralkodás után, férjével együtt a Boldogok szigetére vitte. Élüszionban él örökös nyugalomban az idők végezetéig.